# 茂木健一郎
茂木 健一郎（もぎ けんいちろう、1962年〈昭和37年〉10月20日 - ）は、日本の脳科学者。ソニーコンピュータサイエンス研究所上級研究員。学位は博士（理学）（東京大学・1992年（平成4年））。身長171cm。血液型O型。

## 概要
東京都中野区に生まれ、生後まもなく転居した埼玉県春日部市で中学時代まで育つ。東京学芸大学教育学部附属高等学校、東京大学理学部、同法学部（田中英夫ゼミ：英米法）を卒業。
「クオリア」（感覚の持つ質感）をキーワードとして脳と心の関係（心脳問題）についての研究を行っている。また、脳と神経に関する一般読者向けの解説書を多く執筆し、テレビ番組や雑誌、週刊誌など、マスメディアで積極的に活動している。
多数の出版物があるがその9割は「書きたくない本」と言明したうえで、「意識の探求がライフワーク」であると「マル激トーク・オン・ディマンド」第938回で述べている。
幼少期から蝶が大好きで、小学生の頃に日本鱗翅学会に入った。イギリスやアメリカのコメディも大好きで、BBCをはじめとするコメディをよく見ている。日本のお笑いも好きで、東京の寄席やなんばグランド花月に何度も通っている。
蝶の採取のため、幼少期から朝時間を有効に使う習慣があった。幼少期から蝶の採取のために毎日走っていた。それ以来、走ることが習慣になっている。一人の人間としてバランスを保つために、走ることは欠かせないと発言している。自身のYouTubeでは『旅ラン』
動画を投稿している。
33歳の冬季から、髪は自分で切っている。天然のパーマであり、パーマをかけたことはない。
2010年10月からかすかべ親善大使を務める。2009年6月から佐々木かをりが主催する「表参道カレッジ」の学長を務める。
2013年7月から、鳩山由紀夫が理事長である東アジア共同体研究所において理事を務めている。

## 略歴
- 春日部市立粕壁幼稚園[19]
- 1969年（昭和44年）：春日部市立粕壁小学校入学[19]
- 1975年（昭和50年）：春日部市立八木崎小学校卒業[16]
- 1978年（昭和53年）：春日部市立春日部中学校卒業[16]
- 1981年（昭和56年）：東京学芸大学教育学部附属高等学校卒業[20]
- 1985年（昭和60年）：東京大学理学部物理学科卒業[20]
- 1987年（昭和62年）：東京大学法学部卒業[20]
- 1992年（平成4年）：東京大学大学院理学系研究科物理学専攻博士課程修了、博士（理学）[20]
- 1992年（平成4年）：理化学研究所国際フロンティア研究システム研究員[20]
- 1995年-1997年：ケンブリッジ大学生理学研究所研究員[20]
- 1997年（平成9年）12月：ソニーコンピュータサイエンス研究所リサーチャー[20]
- 1998年（平成10年）：ソニーコンピュータサイエンス研究所シニアリサーチャー[20]
- 東京工業大学大学院客員助教授[21]
- 2002年-2007年：東京芸術大学非常勤講師[22]
- 東京工業大学大学院総合理工学研究科知能システム科学専攻連携教授（脳科学、認知科学）[21]
- 早稲田大学国際教養学部非常勤講師 (Brain and Cognition)[23]
- 慶應義塾大学大学院システムデザイン・マネジメント研究科特別招聘教授[24]
- 2003年：出井伸之の提唱するソニーのQUALIAプロジェクト・コンセプター
- 2016年：「TOKYO DESIGN WEEK」MC、理事[25]
- 東京大学、大阪大学、日本女子大学 非常勤講師[26]
- 2021年4月1日 : 広域通信制高校の屋久島おおぞら高等学校の新校長に就任[27]。

## 研究

### エピソード
小学校5年生の頃にアインシュタインの伝記を読み、科学者を志す。博士課程の頃、数学者ロジャー・ペンローズの『The Emperor's New Mind』を読み、脳科学の道へ進むことを決心する。31歳の頃、電車の中で、周波数などの数値をいくら分析しても「ガタンゴトン」という音の質感にはたどりつけないことに気づき、『クオリア』の研究を決意する。普段は脳科学やそれに関連するテーマである人工知能などを研究している。現在の研究のメインテーマは『意識（クオリア）』であり、最終的には意識の謎を解明したいと考えている。

### 博士論文
博士論文は『Mathematical Model of Muscle Contraction（筋収縮の数理的モデル）』（東京大学より学位取得）。博士論文は、「グラフ変換法」によって、反応ネットワークの性質を解析したもの。その後、グラフ変換法は非対称結合神経回路網の解析に応用される。クオリアも含んだすべての現象を扱いうる「拡張された物理学」を志向している。

### 意識研究

#### 概要
「今、ここ」の意識は、「今、ここ」の体験から生まれると考えることが重要だとしている。たとえば、色の知覚についての科学的知識をいくら集めても、色を経験するという直接的な体験には至れないのである。よって、統計的手段では本質的な意識の解明にはつながらないとしている。また、従来の意味での自然科学のみでは解明できず、全ての人類の営みを総合した総合的文化運動の結果としてのみ解明が可能だとしている。

#### 詳細
神経科学における事実上の「セントラル・ドグマ」である「反応選択性」の概念では心脳問題を解決するには不十分だと主張し、「認識におけるマッハの原理」や「相互作用同時性」といった概念を提案している。両眼視野闘争、マガーク効果、神経細胞の自発的活動についてのモデル、身体イメージ、不確実性の存在下での選択などに関する論文を発表している。

#### 現在
意識研究はしているものの、その「本当の本チャンの部分」については約20年間に渡って進化が無いため、1997年からは「長期休暇中」であると2016年12月に述べている。16年ぶりの書き下ろしで『クオリアと人工意識』(講談社現代新書)を書いた。

### アハ体験
アハ体験 (a-ha! experience) とは、「わかったぞ」という体験を表す、英語圏で広く使われている言葉であるとともに、人間の脳の不思議な能力を表すキーワードである。類似の言葉として、「ひらめき」や「創造性」がある。アハ体験により、0.1秒という短時間で脳の神経細胞がいっせいに活動し、世界の見方が変わってしまう。
アハ体験をするためのPlayStation Portable向けゲームソフト『ソニーコンピュータサイエンス研究所 茂木健一郎博士監修 脳に快感 アハ体験』（茂木が監修）が2006年6月22日にセガから発売され、同年11月30日には続編の『ソニーコンピュータサイエンス研究所 茂木健一郎博士監修 脳に快感 みんなでアハ体験!』も発売された

### セキュア・ベース
茂木は、著書『プロフェッショナルたちの脳活用法 (生活人新書)』において、NHK のテレビ番組『プロフェッショナル 仕事の流儀』などにおける多くのプロフェッショナルとの対話から、彼らの成功の一因として「セキュア・ベース」を紹介している。日本語に訳せば「安全基地」となり、悩んだり迷ったりしたときに避難できる場所という意味であり、これが人間のやる気と深く関わっているという。

## 弟子
東京工業大学の茂木研究室やソニーコンピュータサイエンス研究所の脳グループ、東京芸術大学での出会いが多い。ここでは、特に交流の深い人物を挙げる。（五十音順）

### 植田工
茂木が東京芸術大学に勤めている際に出会う。2017年4月11日、茂木の元から独立した。
茂木の著書『東京藝大物語』の主人公「ジャガー」は植田工がモデルとなっている。茂木の著書である『茂木健一郎監修 脳が元気になるダイアリー』や、『ヤセないのは脳のせい』のイラストは植田が担当している。現在、アーティスト・アートディレクターとして活動中。

### 関根崇泰
東京工業大学の茂木研究室で研究をしていた。認知科学者であり、茂木らと「脳と創造性」に関する講義を行った。

### 田谷文彦
茂木の一番弟子。「ソニーコンピュータサイエンス研究所」の脳グループにて出会う。『脳とコンピュータはどう違うか』は茂木と田谷の共著である。現在、慶應義塾大学にて脳研究を続けている。

## 評価
瀬名秀明
瀬名秀明は2007年に自身の公式ブログ上にて「『クオリア』『アハ体験』『1回性の人生』などは、別に茂木さんがつくった言葉ではないし、茂木さんが初めて言い出したことでもない。でもあたかもそれらを自分で考えたかのように語ることで、茂木さんはポピュラリティを獲得した」と述べている。瀬名は「自分をうまく欺ける人の方が成功する」とした上で、茂木が自分を欺いているかどうかについては「それはわからない」と留保しつつ、茂木について「茂木さんはペルソナを使い分けていると思う。そして少なくとも一部の読者を誤解させているとは思う」と評している。
斎藤環
2007年の6月から、出版社（双風舎）の企画で精神科医の斎藤環と茂木がウェブサイト上で公開往復書簡を交換することになった。最初の書簡において斎藤は、思考の前提に「欠如した主体」を据えるラカンの発想こそが思想史的な意味でも後戻り不可能な切断線だと確信しているがゆえに自身はラカンに依拠していると述べたうえで、クオリアと「認識の主体」に関して、「クオリアについて考えることが可能であるためには、認識の主体である『この私』の肯定、すなわち実体化が前提となるのではないか」とし、「『欠如した主体』をすべての出発点とする思想は、クオリアという否定しようのない実感についても、いったんは幻想として受けとめる」がゆえに斎藤はクオリアという概念を素直に受け止められないのだと述べた。
また斎藤は、懐疑する能力こそが倫理の前提であるとする自身の考えの下では、クオリアの全面肯定は「懐疑する心」と対立するとした。クオリアを価値判断の根拠に据えたそうな身振りが茂木に垣間見られることに斎藤は懸念を示し、世間が茂木を「新しい価値を説く人」と見ているように斎藤には思われるがゆえに、茂木の言説が危ういものに見えると述べた。そして、人間の脳に倫理や美を感知する中枢があらかじめ存在すると考えているのかどうか、脳を価値判断の中枢として位置づけうると考えているのかどうか、という問いを茂木に投げかけるなどした。
当初、この往復書簡は両者の間で2ヶ月ごとに1往復させ計5往復する予定であったが、斎藤の第1信から1年近く経っても茂木からの返信がなされなかった。これについて斎藤は「書簡が返ってこないところをみると、痛いところを衝かれたのだろう」と述べている。茂木は、返信の遅れについて「精神分析と脳科学ではクオリアに対するアプローチの仕方が異なるため、熟考するためのまとまった時間が必要だ」と述べた。斎藤による第1信から約2年半後の2010年（平成22年）1月に、茂木からの返信が行われた。
大槻義彦
大槻義彦は、茂木がスピリチュアルカウンセラーの江原啓之と2006年に『新潮45』別冊『ANOYO』で「脳とスピリチュアリズム」と題した対談を行ったことことについて、「これは江原のイカサマに免罪符を与えているだけでなく積極的に江原イタコを科学的に保障する役割を果たしていることになる」と述べ、「茂木氏はオカルトを信じたり、サポートしたりしているが、科学者としてはあるまじきこと」、「脳科学者の肩書を返上すべき」と批判した。これらに対して茂木は、江原のような人物や現象に対する茂木の態度は大槻と異なっていても、科学者という基本的な立場は同じであると述べている。
クオリアについても大槻は「脳科学の分野の一つではない。なぜなら定義されていないからだ。質量、温度、長さなどの単位を持たず、測定ができない」と述べている。大槻は「科学は物質・物体の存在、つまり実在と不可分」であるとし、「実在でないもの、つまり仮想的なものを研究するのは科学者ではない。茂木はこの意味で科学者ではなく、文芸評論家、宗教評論家、よく言えば心理学者である」と評しているほか、茂木が創価学会の池田大作と往復書簡を交わして同学会や池田を「もちあげている」件について週刊文春記者が大槻に「このような茂木は科学者なのか」と問うたのに対して、「彼は科学者ではない」と答えている。茂木は、クオリアは測定できないことを認めつつも、欧米の科学専門誌にも論文が掲載されるなど、確立した概念であるとしている。

## 所得の申告漏れ
東京国税局の税務調査を受け、2008年（平成20年）までの3年間で約4億円の所得の申告漏れを指摘されたことが2009年11月に報じられた。茂木は、給与所得と雑所得を合算して納税額を確定させ、居住地の税務署に確定申告する必要があったが、2006年から2008年まで全く申告を行わず、源泉徴収分を除いた所得税を納税していなかった。2、3年前に税務署から申告を求められたが申告をせず、税理士に税務処理を依頼することもなかったという。所得税の追徴税額は1億数千万円に上る。
読売新聞の取材に対し茂木は、確定申告をしなかった理由を「2、3年前に本や講演などの雑所得が自分で申告するスケールを超えてしまった。地元の税務署の人には早くした方がいいと言われて、『します』と答えていたが、仕事に追われて、全然、書類の整理ができずに、申告する暇がなかった」と説明し、「その意味では申し訳ない」と述べている。知り合いの税理士はおらず、税理士に依頼する暇もなかったとしている。申告に必要な年収額が、普通預金の預け入れ残高という形でしか把握されておらず、経費計上用の領収書が一部しか保管されていなかったという。公式ブログでは11月11日に「今後はきちんと処理をして参ります」と謝罪している。
経済学者の野口悠紀雄は所得の申告漏れについて、「格別強い怒りを覚えた」「税理士に依頼しなかったとすれば、その時点で脱税の意図があったと考えざるを得ない」と批判している。

## 受賞歴
学術賞
- 小林秀雄賞受賞（第4回、2005年（平成17年））受賞作『脳と仮想』（新潮社）[57]
- 桑原武夫学芸賞受賞（第12回、2009年（平成21年））受賞作『今、ここからすべての場所へ』（筑摩書房）[58]
- 昭和池田賞受賞（第10回、1991年（平成3年））受賞作『人間と環境』[59]

その他
- GQ MEN OF THE YEAR 2007（2007年）[60]

## 著書

### 原著論文
エルゼヴィア社が運営するScopusによれば、Mogi, Ken (Sony, Fundamental Research Laboratory, Tokyo, Japan) 著者ID: 8599631600 による論文は23件に上り、被引用回数は合計15回でh-indexは2である。
Google Scholarによれば、h-indexは5, i10は0, 被引用回数は109である。
- Mogi, K. (2014) Free will and paranormal beliefs. Frontiers in Psychology 5, 00281. doi: 10.3389/fpsyg.2014.00281 PDF
- Mogi, K. (2013) Cognitive factors correlating with the metacognition of the phenomenal properties of experience. Scientific Reports 3, Article number: 3354 Full Text

### 学会報告
- Mogi K, Barlow HB (1999). “The source of variability in neural responses from MT”. J. Physiol. 515:  101-102 P.[注釈 1]

### 単著
- 『脳とクオリア―なぜ脳に心が生まれるのか』日経サイエンス社、1997年、講談社学術文庫、2019年 ISBN 4065176654
- 『生きて死ぬ私―脳科学者が見つめた『人間存在』のミステリー』徳間書店、1998年、ちくま文庫、2006年 ISBN 978-4480422187
- 『心が脳を感じるとき』講談社、1999年、新版「クオリア入門」ちくま学芸文庫、2006年3月 ISBN 978-4062092449
- 『心を生みだす脳のシステム―「私」というミステリー』日本放送出版協会、2001年 ISBN 978-4480089830
- 『意識とはなにか―「私」を生成する脳』ちくま新書、2003年 ISBN 4480061347
- 『脳と仮想』新潮社 2004年、新潮文庫、2007年 ISBN 978-4101299525
- 『脳内現象 - 〈私〉はいかに創られるか』NHK出版、2004年 ISBN 978-4140910023
- 『脳の中の小さな神々』柏書房、2004年 ISBN 978-4760125722
- 『脳と創造性 「この私」というクオリアへ』PHP研究所、2005年 ISBN 978-4569633534
- 『クオリア降臨』文藝春秋、2005年 「脳のなかの文学」文庫 ISBN 978-4163677309
- 『脳の中の人生』中公新書ラクレ、2005年 ISBN 978-4121502001
- 『「脳」整理法』ちくま新書、2005年 ISBN 978-4121502001
- 『クオリア入門―心が脳を感じるとき』筑摩書房、2006年 ISBN 978-4480089830
- 『脳を鍛える!ケータイでできるみんなの脳力トレーニング』ローカス、2006年 ISBN 978-4898146897
- 『プロセス・アイ』徳間書店、2006年 のち文庫 ISBN 978-4198621032
- 『ひらめき脳』新潮新書、2006年 ISBN 978-4106101625
- 『生きて死ぬ私』筑摩書房、2006年 ISBN 978-4480422187
- 『食のクオリア』青土社、2006年 ISBN 978-4791762767
- 『やわらか脳―茂木健一郎「クオリア日記」』徳間書店、2006年
  - 「脳がひらめく生き方 窮地をチャンスに変える」5次元文庫marginal ISBN 978-4198622589
- 『すべては脳からはじまる』中公新書ラクレ、2006年 ISBN 978-4121502339
- 『天才論 -ダ・ヴィンチに学ぶ「総合力」の秘訣』朝日選書、2007年 ISBN 978-4022599186
- 『芸術の神様が降りてくる瞬間』光文社、2007年 ISBN 978-4334975265
- 『欲望する脳』集英社新書、2007年 ISBN 978-4087204186
- 『感動する脳』PHP研究所 2007 のち文庫
- 『芸術脳』新潮社 2007 のち文庫
- 『それでも脳はたくらむ』中公新書ラクレ、2007年 ISBN 978-4121502643
- 『脳を活かす勉強法 - 奇跡の「強化学習」』PHP研究所、2007年 のち文庫 ISBN 978-4569696799
- 『すべては音楽から生まれる - 脳とシューベルト』PHP新書、2007年 ISBN 978-4569696249
- 『思考の補助線』ちくま新書、2008年 ISBN 978-4480064158
- 『トゥープゥートゥーのすむエリー星』井上智陽絵 毎日新聞社、2008年 ISBN 978-4620107240
  - 「トゥープゥートゥーに会える星」小学館文庫
- 『ひらめきの導火線 -トヨタとノーベル賞』PHP新書、2008年 ISBN 978-4569701127
- 『脳を活かす仕事術 - 「わかる」を「できる」に変える』PHP研究所、2008年 「ひらめきをカタチに変える58の方法」文庫 ISBN 978-4569701936
- 『クオリア立国論』ウェッジ、2008
- 『「赤毛のアン」に学ぶ幸福になる方法』講談社文庫、2008年 ISBN 978-4062762328
- 『セレンディピティの時代 偶然の幸運に出会う方法』講談社文庫、2009年 ISBN 978-4062763912
- 『脳はもっとあそんでくれる』中公新書ラクレ 2008
- 『あなたにもわかる相対性理論』PHPサイエンス・ワールド新書 2009
- 『あるとき脳は羽ばたく』中公新書ラクレ 2009
- 『偉人たちの脳 文明の星時間』毎日新聞社 2009
- 『今、ここからすべての場所へ』筑摩書房 2009
- 『音楽の捧げもの ルターからバッハへ』PHP新書 2009
- 『カラヤン 音楽が脳を育てる』世界文化社 2009
- 『クオリア・テクニカの世界』ネイチャーインタフェイス 2009
- 『化粧する脳』集英社新書 2009
- 『疾走する精神 「今、ここ」から始まる思想』中公新書 2009
- 『脳を活かす生活術 希望の道具箱』PHP研究所 2009
- 『脳を鍛える読書のしかた。 文章を読んで、聴いて、書けば、脳は成長する! 45分でわかる!』マガジンハウス 2009
- 『脳が変わる生き方 人はどこまでも成長できる』PHPエディターズ・グループ 2009 のち文庫
- 『脳で旅する日本のクオリア』小学館 2009
- 『脳の饗宴』青土社 2009
- 『脳は0.1秒で恋をする 「赤い糸」の科学』PHP研究所 2009
- 『笑う脳』アスキー新書 2009
- 『mogidas 茂木健一郎の頭の中身、ぜんぶ。』マガジンハウス 2010
- 『アタマがよくなる勉強会』2時間でいまがわかる! アスコム 2010
- 『人生が驚くほど変わる龍馬脳のススメ』主婦と生活社 2010
- 『生命と偶有性』新潮社 2010
- 『世界一自由な脳のつくり方 右脳と左脳のサイクルが回り出す脳の強化学習』かんき出版 2010
- 『脳を活かす勉強法 奇跡の強化学習 マンガでやる気アップ!』PHP研究所 2010
- 『脳をやる気にさせるたった1つの習慣 なぜやりたいことを書き出すと実現するのか?』ビジネス社 2010
- 『脳が変わる考え方 もっと自由に生きる54のヒント』PHPエディターズ・グループ 2010
- 『脳がヨロコブ生き方 楽しめばすべてがうまく行く』ヒカルランド 超☆サプライズ 2010
- 『脳がよろこぶ話 幸せを見つける五つの対話』朝日新聞出版 2010
- 『ひとり遊びのススメ』講談社 15歳の寺子屋 2010
- 『ピンチに勝てる脳』集英社 2010 のち文庫
- 『文明の星時間』毎日新聞社 2010
- 『未来を変える議論をしよう』ポプラ社 2010
- 『茂木健一郎の脳力のヒミツ!』中経出版 2010
- 『モギケンの英語シャワーBOX 実践版』STEP1~3 朝日出版社 2010
- 『「読む、書く、話す」脳活用術 日本語・英語学習法』PHP研究所 2010
- 『アウェー脳を磨け! 一歩踏み出せば脳は目覚める』廣済堂あかつき出版事業部 2011
- 『奇跡の脳の物語 キング・オブ・サヴァンと驚異の復活脳』廣済堂新書 2011
- 『どうすれば頭がよくなりますか? 13歳からの進路脳』世界文化社 2011
- 『脳に奇跡を起こすネットアスリートの時間術』PHP研究所 2011
- 『脳の王国』小学館 2011
- 『僕たちは美しく生きていけるのだろうか。』幻冬舎 2011
- 『モギケンの音楽を聴くように英語を楽しもう!』朝日出版社 2011
- 『国がダメでも「脳」がある 自分を"高度成長"させる55のヒント』朝日新聞出版 2011
- 『心と脳に効く名言 言葉と測りあうために』PHP研究所 2011
- 『島国日本の脳をきたえる 島からの思索』東京書籍 2011
- 『青春の翻訳法 文明の星時間 3』毎日新聞社 2011
- 『漱石に学ぶ心の平安を得る方法』講談社文庫 2011
- 『挑戦する脳』集英社新書 2012
- 『人づきあいの流儀 脳は「見た目」で選ばない』成美文庫 2012
- 『脳と心の整理術 忘れるだけでうまくいく』PHP研究所 2012 のち文庫
- 『『モナ・リザ』に並んだ少年 西洋絵画の巨匠たち』小学館101ビジュアル新書 2012
- 『「赤毛のアン」が教えてくれた大切なこと』PHP研究所 心の友だち 2013
- 『新しい日本の愛し方』新潮新書 2013
- 『金持ち脳と貧乏脳 脳とお金のただならぬ関係』総合法令出版 2013
- 『考える脳 偶然を幸福に変えるヒント150』PHP研究所 2013
- 『幸福になる「脳の使い方」』PHP新書 2013
- 『図解脳を活かす勉強法』PHP研究所 2013
- 『創造する脳』PHPエディターズ・グループ 2013
- 『脳を活かす伝え方、聞き方』PHP新書 2013
- 『脳を最高に活かせる人の朝時間 頭も心もポジティブに!!』すばる舎 2013 のち河出文庫
- 『脳が冴える快眠法 人生がうまくいく「質の高い睡眠習慣」のつくり方』日本能率協会マネジメントセンター 2013
- 『「赤毛のアン」で英語づけ』夜間飛行 2014
- 『男脳と女脳 人間関係がうまくいく脳の活用術』総合法令出版 2014
- 『加賀屋さんに教わったおもてなし脳』PHP研究所 2014
- 『この法則でゾーンに入れる! 集中「脳」のつくり方』朝日出版社 2014
- 『入社1年目から伸びる脳(やつ)、伸びない脳(やつ)』きこ書房 2014
- 『「超」東大脳 偏差値にとらわれない生き方』PHP研究所 2014
- 『本番に強い脳をつくる』成美文庫 2014
- 『脳科学者茂木健一郎の人生相談』第三文明社 2014
- 『茂木健一郎の脳がときめく言葉の魔法』かんき出版 2014
- 『美の仕事　脳科学者、骨董と戯れる』目の眼 2015
- 『東京藝大物語』講談社 2015 のち文庫
- 『頭は「本の読み方」で磨かれる』三笠書房 2015
- 『幸せとは、気づくことである―仕事も人生も最高に楽しくなる脳の活用』プレジデント社 2015
- 『人工知能に負けない脳 人間らしく働き続ける5つのスキル』日本実業出版社 2015
- 『記憶の森を育てる 意識と人工知能』集英社 2015
- 『結果を出せる人になる! 「すぐやる脳」のつくり方』学研パブリッシング 2015 ISBN 978-4054062597
- 『生命と偶有性』新潮選書 2015
- 『もぎ塾実況ライブ! できる脳の育て方』東京書籍 2015
- 『〈図解〉幸福になるすごい脳の使い方 不安、ストレスがプラスに変わる40の習慣』PHP研究所 2016
- 『走り方で脳が変わる!』講談社 2016
- 『もっと結果を出せる人になる!「ポジティブ脳」のつかい方』学研プラス 2016
- 『最強英語脳を作る』ベスト新書 2016
- 『最高の結果を引き出す質問力 その問い方が、脳を変える!』河出書房新社 2016
- 『いつもパフォーマンスが高い人の脳を自在に操る習慣』日本実業出版社 2016
- 『アインシュタインと相対性理論がよくわかる本』PHP文庫 2016
- 『すべての悩みは脳がつくり出す』ワニブックス|PLUS|新書 2017
- 『ヤセないのは脳のせい』新潮社 2017
- 『ＩＱも才能もぶっとばせ！やり抜く脳の鍛え方』学研プラス 2017
- 『ありったけの春』夜間飛行 2017
- 『5歳までにやっておきたい本当にかしこい脳の育て方』日本実業出版社 2017
- 『IKIGAI』Astral Cultural 2018
- 『欲望する脳』埼玉福祉会 2018
- 『最高の雑談力』徳間書店 2018
- 『これからの未来を生きる君たちへ』PHP研究所 2018
- 『ペンチメント』講談社 2018
- 『これからの未来を生きる君たちへ』PHP研究所 2018
- 『「いい人」をやめる脳の習慣』学研プラス 2018
- 『「書く」習慣で脳は本気になる』廣済堂出版 2019
- 『なぜ日本の当たり前に世界は熱狂するのか』ＫＡＤＯＫＡＷＡ 2019
- 『ど忘れをチャンスに変える思い出す力 記憶脳からアウトプット脳へ!』 河出書房新社 2019
- 『脳がめざめる「教養」』日本実業出版社 2019
- 『脳HACK大全』PHP研究所 2019
- 『脳とクオリア』講談社 2019
- 『図解眠れなくなるほど面白い脳の話』日本文芸社 2020
- 『もうイライラしない!怒らない脳 怒る自分、キレる他人に対処する科学的メソッド』徳間書店 2020
- 『脳科学者が子どものために考えた夢をかなえる力ののばし方』宝島社 2020
- 『クオリアと人工意識』講談社現代新書 2020
- 『明日、学校へ行きたくない』ＫＡＤＯＫＡＷＡ 2021
- 『緊張を味方につける脳科学』河出書房新社	2021
- 『脳科学者が教える最高の選択』徳間書店 2021
- 『1日5分100文字!脳がどんどん若返る名作古典なぞりがき』宝島社	2022
- 『脳のコンディションの整え方』ぱる出版 2022
- 『The Way of Nagomi : Live more harmoniously the Japanese way』Quercus Publishing 2022
- 『意思決定が９割よくなる無意識の鍛え方』ＫＡＤＯＫＡＷＡ 2022
- 『70歳になってもボケない頭のつくり方』きずな出版 2022
- 『「本当の頭のよさ」を磨く脳の使い方  いま必要な、4つの力を手に入れる思考実験「モギシケン」』日本実業出版社 2022
- 『運動脳の鍛え方』リベラル社 2023
- 『シンプルで脳科学的に正しい読書法』PHP研究所 2024

### 共著
- 共著者：竹内薫 『トンデモ科学の世界』 徳間書店 1995 ISBN 4198604088
- 『脳+心+遺伝子VS.サムシンググレート―ミレニアムサイエンス 人間とは何か』養老孟司,村上和雄,竹内薫共著 徳間書店 2000年 のち文庫 ISBN 4198611564
- 共著者：天外伺朗『意識は科学で解き明かせるか―脳・意志・心に挑む物理学』講談社 2000 ISBN 4062572850
- 共著者：竹内薫『脳のからくり―わくわくドキドキする脳の話』中経出版 2003 ISBN 4806118745
- 共著者：養老孟司『スルメを見てイカがわかるか!』角川書店 2003 ISBN 4047041548
- 共著者：田谷文彦『脳とコンピュータはどう違うか―究極のコンピュータは意識をもつか』講談社 2003 ISBN 4062574128
- 2006年
  - 共著者：富永裕久 『目からウロコの脳科学―心と脳はここまで分かった!』 PHPエディターズグループ ISBN 4569648614
  - 共著者：ラケータ 『脳を鍛える!パソコンでできるみんなの脳力トレーニング』ローカス
  - 共著者：竹内薫『脳のからくり』新潮社 ISBN 978-4101299518
  - 共著者：竹内薫『異端の脳がホンモノ! 』大和書房 ISBN 978-4479300595
- 『養老孟司&茂木健一郎の「天才脳」の育て方』 アスコム ISBN 4776203499
- 共著者：田中洋, 電通ニューロマーケティング研究会編『欲望解剖』幻冬舎 2006 のち文庫 ISBN 4344012631
- 共著者：松岡正剛『脳と日本人』文藝春秋 2007 のち文庫 ISBN 4163697101
- 共著者：波頭亮『日本人の精神と資本主義の倫理』幻冬舎 2007
- 共著者：江村哲二『音楽を「考える」』筑摩書房 2007年
- 共著者：河合隼雄『こころと脳の対話』潮出版社 2008年 のち新潮文庫
- 共著者：黛まどか『俳句脳―発想、ひらめき、美意識』角川書店 2008年 ISBN 978-4047101470
- 共著者：江原啓之『偶有性幸福論(エンジン01選書)』ぴあ 2008年 ISBN 978-4835617220
- 『響きあう脳と身体(からだ)』甲野善紀共著 バジリコ・木星叢書、2008 のち新潮文庫
- 『涙の理由』重松清共著 宝島社 2009 のち文庫
- 『女脳 ひらめきと勝負強さの秘密』矢内理絵子共著 講談社 2009
- 『教養脳を磨く!』林望共著 NTT出版 2009
- 『クオリア再構築 常識の壁を突き抜け、遡る5つの対論』島田雅彦共著 集英社 2009
- 『熱帯の夢』中野義樹写真 集英社新書ヴィジュアル版 2009
- 『脳の中にいる天才』所眞理雄共編 竹内薫訳 日経BP社 2009
- 『人は死ぬから生きられる 脳科学者と禅僧の問答』南直哉共著 新潮新書 2009
- 『プロフェッショナルたちの脳活用法』NHK「プロフェッショナル」制作班共編著 日本放送出版協会 生活人新書 2009
- 『妄想力』関根勤共著 宝島社新書 2009
- 『茂木健一郎の脳を幸せにするレシピ』海豪うるる共著 PHP研究所 2009
- 『裏切りの流儀 あらゆることはバランスで成り立っている』高田純次共著 青山出版社 2010
- 『言葉で世界を変えよう 万葉集から現代俳句へ』黛まどか共著 東京書籍 2010
- 『幸せはすべて脳の中にある』酒井雄哉共著 朝日新書 2010
- 『自分の頭で考えるということ』羽生善治共著 大和書房 2010
- 『ジャパニーズウイスキー』土屋守,輿水精一共著 新潮社 とんぼの本 2010
- 『茂木先生が石田純一の「幸福脳」を解剖したら』石田純一共著 講談社 2010
- 『3.11以後』竹内薫共著 中公選書 2011
- 『嫌われ者の流儀』堀江貴文共著 小学館 2011
- 『脳を活かす子育て術 0歳からの宝探し』須藤珠水共著 PHP研究所 2010
- 『脳と心 クオリアをめぐる脳科学者と精神科医の対話』斎藤環共著 双風舎 2010
- 『空の智慧、科学のこころ』ダライ・ラマ十四世共著 マリア・リンチェン 訳 集英社新書 2011
- 『東洋脳×西洋脳 多極化する世界で生きるヒント』加藤徹共著 中公新書ラクレ 2011
- 『脳と即興性 不確実性をいかに楽しむか』山下洋輔共著 PHP新書 2011
- 『まっくらな中での対話』ダイアログ・イン・ザ・ダーク共著 講談社文庫 2011
- 『茂木健一郎の科学の興奮』日経サイエンス編集部共編著 日経サイエンス社 2011
- 『わたしの3・11 あの日から始まる今日』編 毎日新聞社 2011
- 『「すべてを引き受ける」という思想』吉本隆明共著 光文社 2012
- 『突き抜ける人材』波頭亮共著 PHPビジネス新書 2012
- 『貧困についてとことん考えてみた』湯浅誠共著 NHK出版新書 2012
- 『「個」育て論 おぎ・もぎ対談』尾木直樹共著 青灯社 2013
- 『「助けて」と言える国へ 人と社会をつなぐ』奥田知志共著 集英社新書 2013
- 『メンタリズムを脳科学で解剖したらカリスマリーダーの作り方がわかった!』DaiGo共著 ヒカルランド 2013
- 『お風呂と脳のいい話』山崎まゆみ共著 東京書籍 2014
- 『発想の種IMAGINE』川崎健二共編著 講談社 2014
- 『マネーと国家と僕らの未来』堀江貴文,金杉肇共著 廣済堂出版 2014
- 『何のために「学ぶ」のか』外山滋比古,前田英樹,今福龍太,本川達雄,小林康夫,鷲田清一共著 ちくまプリマー新書 中学生からの大学講義 2015
- 『「ほら、あれだよ、あれ」がなくなる本: 物忘れしない脳の作り方』羽生善治共著 徳間書店 2015
- 『赤塚不二夫生誕80年企画 田大学講義録なのだ!』みうらじゅん,養老孟司他9名共著 文藝春秋 2016
- 『ポジティブ会議』松岡修造共著 アスコム 2017
- 『教育とは何?日本のエリートはニセモノか』尾木直樹共著 中央公論新社 2017
- 『生きる どんなにひどい世界でも』長谷川博一共著 主婦と生活社 2019
- 『日本の歪み』養老孟司,東浩紀共著 講談社 2023

### 翻訳
- ロジャー・ペンローズ, 共訳者：竹内薫『ペンローズの量子脳理論―21世紀を動かす心とコンピュータのサイエンス』徳間書店 1997年 ISBN 4198607036 のちちくま学芸文庫 ISBN 4480090061
- ブライアン・D・ジョセフソン 共訳者：竹内薫『ノーベル賞科学者ブライアン・ジョセフソンの科学は心霊現象をいかにとらえるか』 徳間書店 1997年 ISBN 4198607028
- 編：ネイチャー「姉妹誌」 『生命の冒険―最先端のライフサイエンス』徳間書店 2000年 ISBN 4198611971
- ロビン・ウィルソン『四色問題』新潮社 2004年 のち文庫 ISBN 4105452010
- マーシー・シャイモフ『「脳にいいこと」だけをやりなさい!』三笠書房 2008
- 『オバマから子どもたちへ 対訳』監訳 『CNN English Express』編集部編 朝日出版社 2009
- ジェフ・ブラウン, マーク・フェンスク『IQより大切な「頭の使いかた』三笠書房 2010
- シンシア・グリーン編著『頭が突然鋭くなる「全脳」刺激法 頭がよくなる!すぐできる! 1健脳「食」2健脳「運動」3健脳「メントレ」 今日から、"脳にいいことづくめ"を始めよう!』イースト・プレス 2010
- 『トッド・カシュダン『頭のいい人が「脳のため」に毎日していること』三笠書房 2010
- フレッド・ホイル,チャンドラ・ウィクラマシンゲ『生命・DNAは宇宙からやって来た』監訳 徳間書店 5次元文庫marginal 2010
- シャロン・ベグリー『「脳」を変える「心」 ダライ・ラマと脳学者たちによる心と脳についての対話』バジリコ 2010
- マデリン・ヴァンヘック,ケン・パラー,リサ・キャラハン,ブラッド・コラー『脳がよろこぶ仕事術』ベストセラーズ 2010
- ジョナサン・コール『顔の科学 自己と他者をつなぐもの』 監訳 恩蔵絢子訳 PHP研究所 2011
- マーシー・シャイモフ『もっと「脳にいいこと」だけをやりなさい!確実に自分を変えていく法』 三笠書房 2011 のち知的生きかた文庫
- トーマス・M・スターナー『今ここに集中すれば、人生はうまくいく!』PHPエディターズ・グループ 2013
- リチャード・デビッドソン, シャロン・ベグリー『脳には、自分を変える「6つの力」がある。』三笠書房 2013
- クリストファー・ウィラード, オリビア・ワイザー『こきゅうの本』大泉書店 2022

### 編集・監修・監訳
- 原著者：エイドリアン・ベリー, 訳者：三枝小夜子 『次の500年 繁栄に終わりはあるか 科学の予感を遥かに超えた別の国 ミラクル・ワールドへの旅立ち』 徳間書店 1997年8月 ISBN 4198607389 （監修）
- 原著者：フレッド・ホイル, チャンドラ・ウィクラマシンゲ, 訳者：小沢元彦 『生命(DNA)は宇宙を流れる』 徳間書店 1998年3月 ISBN 4198608253
- 原著者：アンドリュー ニューバーグなど 『脳はいかにして“神”を見るか―宗教体験のブレイン・サイエンス』 PHPエディターズグループ 2003年3月 ISBN 4569626858 （監訳）
- 原著者：イアン・ロバートソン 訳者：和田裕子 『マインズ・アイ』 朝日出版社 2003年5月 ISBN 4255001995 （監訳）
- ゲームソフト：『ソニーコンピュータサイエンス研究所 茂木健一郎博士監修 脳に快感 アハ体験!』セガ 2006年6月22日
- 『わかった瞬間、頭がよくなる アハ!体験 4つの間違い探し』 きこ書房 2006年10月26日 ISBN 4877711937 （監修）
- 編集：NHK「プロフェッショナル」制作班 『プロフェッショナル 仕事の流儀〈1〉-〈8〉』 日本放送出版協会（編集）2006年4月-2006年12月 ISBN 414081148X, ISBN 4140811471, ISBN 4140811463, ISBN 4140811102, ISBN 4140811099, ISBN 4140811080, ISBN 4140811072, ISBN 4140811064
- 『人体解剖マニュアル ER 〜緊急救命 命の分かれ目〜』デックスエンタテインメント 2008年8月16日 （監修）
- 『アインシュタイン好奇心からすべて始まる』ＰＨＰ研究所 2014 監修
- 『ひらめき力がぐんぐん育つ!なぞなぞチャレンジ 』嵩瀬ひろし作 ナツメ社 2020 監修
- 『もっと!ひらめき力がぐんぐん育つ!なぞなぞチャレンジ!スペシャル』嵩瀬ひろし作 ナツメ社	2022 監修
- 『マンガでわかる！”発達っ子”が見ている世界』南友介著 青春出版社 2022 監修

## 主なメディア出演

### ラジオ
- Dream Heart（2013年4月 -、TOKYO FM）パーソナリティ[61][62]

### 映画
- 恋するナポリタン 〜世界で一番おいしい愛され方〜（2010年9月11日、日活、村谷嘉則監督）
- AZM48 the movie ビギンズナイト（2011年2月26日、合同会社コンテクチュアズ、入江悠監督）
- ラブ&ピース（2015年6月27日、アスミック・エース、園子温監督）

### ドキュメンタリー・バラエティ番組など
- TVコメディークラブキング（2006年、ファミリー劇場）レギュラー
- プロフェッショナル 仕事の流儀（2006年1月 - 2011年4月、NHK総合）メインパーソナリティー
- 第58回NHK紅白歌合戦（2007年12月31日、NHK総合・ラジオ第1）審査員
- 世界一受けたい授業（日本テレビ、不定期出演）ゲスト講師、主に能力開発を担当
- ザ・ベストハウス123（フジテレビ）準レギュラー
- エチカの鏡〜ココロにキクTV〜（フジテレビ、不定期出演）
- 欽ちゃん&香取慎吾の全日本仮装大賞（日本テレビ）第81,86,87,88,92回に審査員として出演
- 全国高等学校クイズ選手権（2009年 - 2012年、日本テレビ）メインパーソナリティー
- TOKYO AWARD（2011年4月 - 2012年3月、テレビ東京）メインMC
- TOKYO DESIGNERS WEEK.tv（2012年4月 - 2015年3月、BS日テレ）メインMC
- TOKYO DESIGN WEEK.tv -茂木健一郎の発想の種 IMAGINE-（2015年4月 - 2016年10月31日[注釈 2]、BS日テレ）メインMC
- バイキング（2015年4月3日 - 、フジテレビ）金曜準レギュラー

### CM
- セガ「ソニーコンピュータサイエンス研究所 茂木健一郎博士監修 脳に快感 アハ体験! 」
- おおぞら高校「マイコーチ編」

### テレビドラマ
- みんな!エスパーだよ!（2013年4月12日 - 7月5日、テレビ東京） - 茂木健一郎（本人）役
- 連続テレビ小説 花子とアン 最終週 （2014年9月25日 - 27日、NHK総合） - 門倉幸之助 役

### Web配信
- 「日本のお笑いはオワコン」発言で松本人志からブチギレ/謝罪も気持ちは変わらない（2022年8月19日、街録ch〜あなたの人生、教えて下さい〜）